# Virgen de Tejeda
La Virgen de Tejeda –también Nuestra Señora de Texeda- es una advocación de la Virgen María cuyo santuario está en Garaballa, municipio de Cuenca (Comunidad Autónoma de Castilla-La Mancha, España).

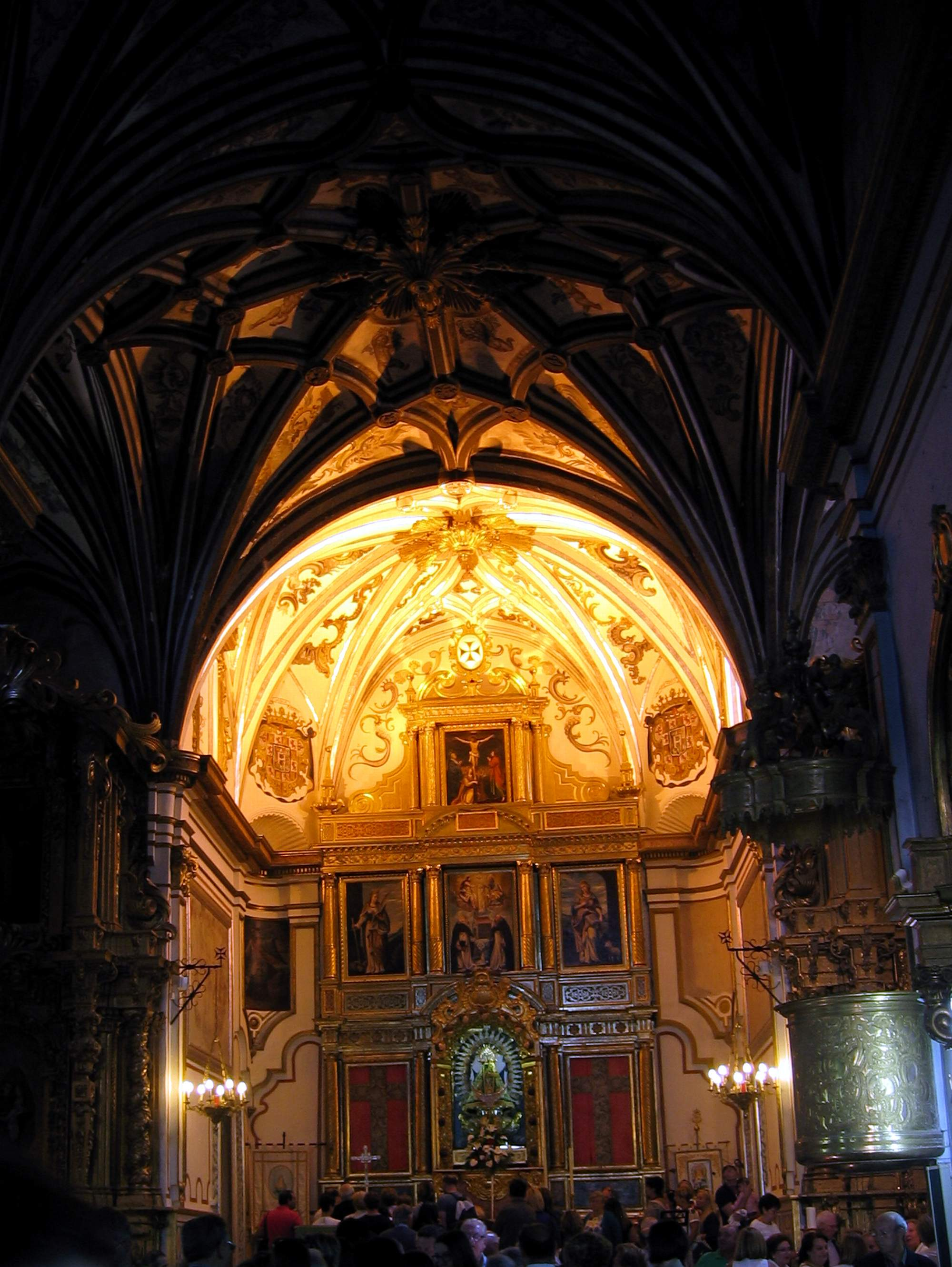
Vista de la nave central de la iglesia del Monasterio de Tejeda, Garaballa (Cuenca).

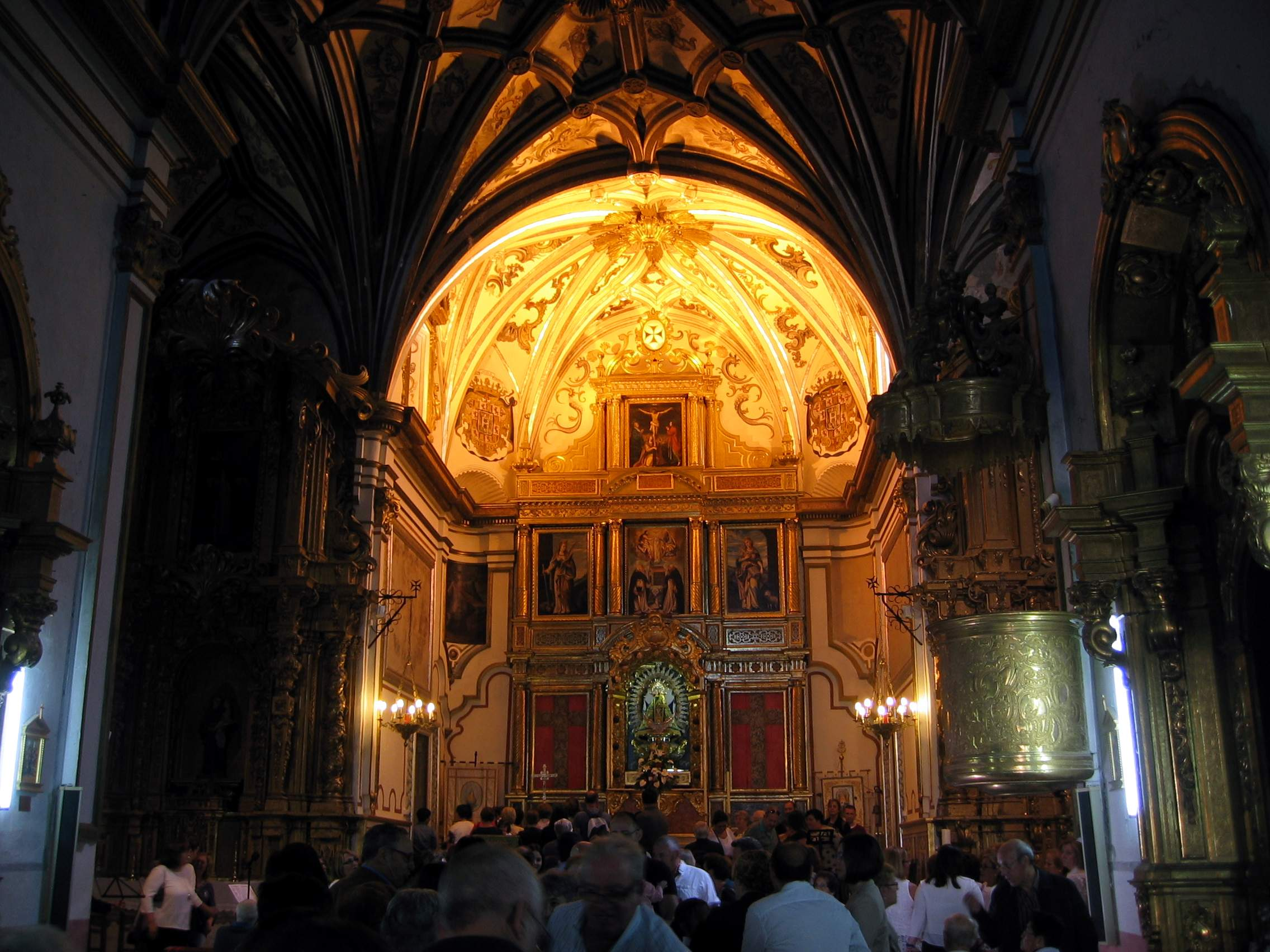
Vista de la nave central de la iglesia del Monasterio de Tejeda, Garaballa (Cuenca).

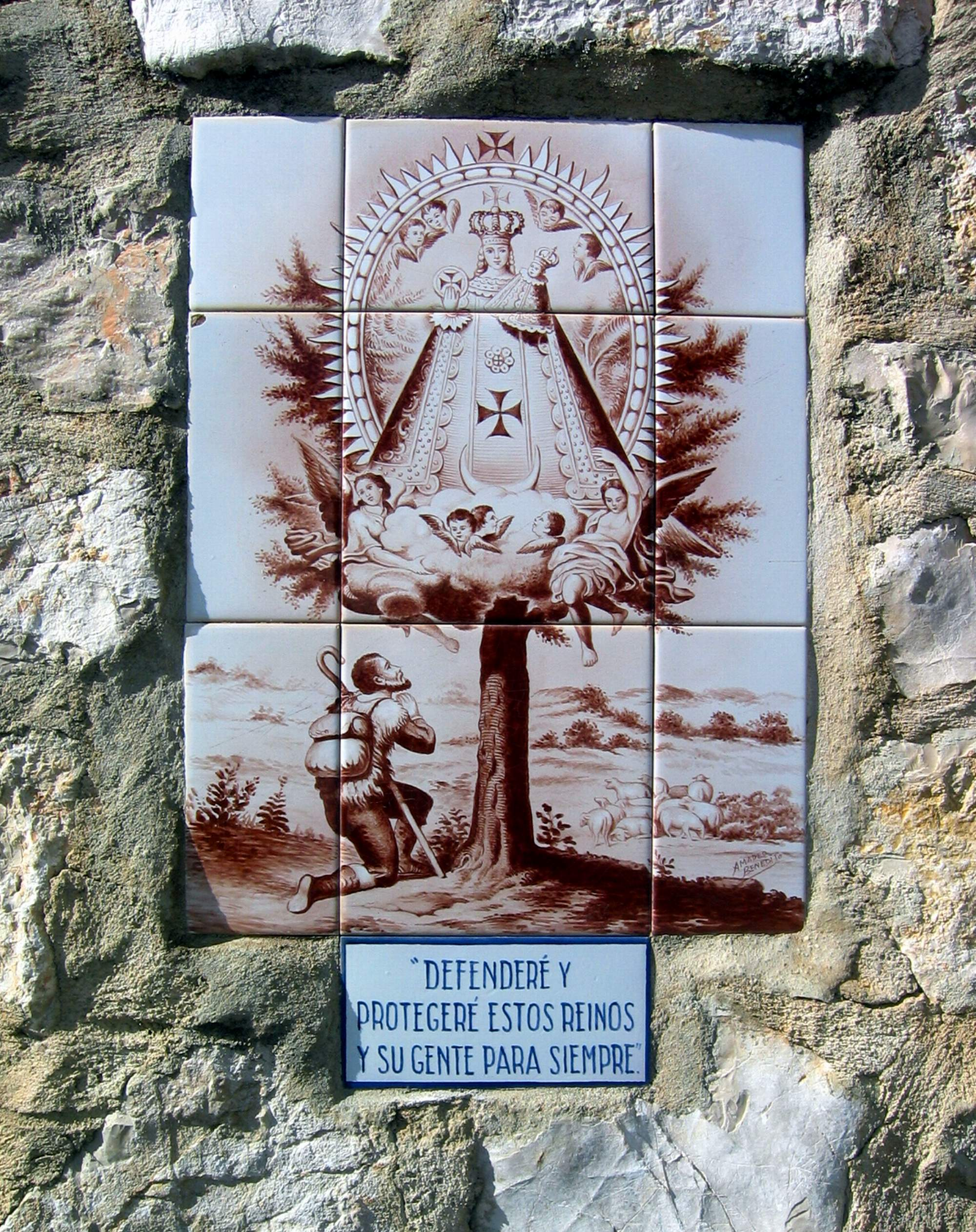
Detalle de plafón cerámico con la representación de la «Virgen de Tejeda» a la entrada del Monasterio de Tejeda, Garaballa (Cuenca).

La imagen de la Virgen de Tejeda que actualmente se venera se representa como una «imagen de vestir» con Niño en el brazo izquierdo, siendo «calco de la anterior que se sacaba únicamente en los grandes traslados y que fue puesta a salvo del asalto al Monasterio» durante la revolución.

## Historia
Propiamente, la Virgen de Tejeda constituye una «teofanía sobre árbol», en tanto manifestación de la Divinidad sobre un tejo -género de coníferas,  familia de las Taxaceae, orden Cupressales-: de ahí que el apelativo «Tejeda» pueda proceder etimológicamente del nombre del árbol sobre el que tuvo lugar la «revelación» o «aparición».
La tradición dice de una «aparición» a un pastor de nombre Juan, que apacentaba sus ovejas por la zona en 1205. La manifestación de la divinidad  tuvo lugar sobre un árbol, como tradicionalmente se la representa -según un autor del siglo XVIII (1779)-:

«[...] se apareció la Virgen á Juan Pastor, que guardaba sus ovejas, y esta aparición fue por ocho noches con grande resplandor en un árbol llamando Texo: le mandó fuese al Obispo, para que la fundase Iglesia, y traxese los Religiosos que tenían aquella señal, mostrándole en una piedra que tiene en la mano derecha, la + de la Santísima Trinidad...».
Historia del santuario, y celebre imagen de Nuestra Señora de Texeda, Antonio Gaspar Vermejo

Aunque la descripción popular dice de la «aparición» sobre un árbol, hay otra tendencia a representarla como aparecida o hallada en una cueva: «En texo, como quieren unos; en una cueva, como quieren otros, se manifestó la imagen de Nuestra Señora».
La representación inicial de la Virgen debió realizarse «al natural, sin ropas», un autor, en el siglo XVII (1663) la describen de la siguiente forma:

«La Virgen de Tejeda es muy pequeña: toda su grandeza se cifra en un cuarto de estatura. Su mirada, de cerca, recrea la vista y da gozos al alma. El color de su rostro parece nativo, describe visos de encarnado; es algo morena; tiene un lunar en el rostro que sirve de hermosura. Su mirada es grave y majestuosa. Tiene su precioso Niño al lado izquierdo para que le abrace con la mano derecha. El rostro del Niño es muy alegre y risueño, está mirando la hermosura de su Madre... La materia no se sabe de qué es. Unos dicen que es madera, otros que piedra. La superficie del cuerpo es azul, sembrado de estrellas...».
 Milagros y loores... de Santa María de Texeda , Pedro Ponce de León

En el último tercio del siglo siguiente -Villafañé, 1726-, siguiendo a Ponce de León, escribe:

«La materia de que está formada la Santa Imagen no se sabe qué es. Unos aseguran que es madera, otros juzgan ser piedra, y parece que es así por lo que pesa, siendo tan pequeña. El ropaje y vestido azul, sembrado de estrellas para que parazca cielo, como lo es, siempre claro y benigno para sus devotos».
"Compendio histórico, en que se da noticia de las milagrosas, y devotas imágenes de la Reina de los cielos y tierra, María Santísima, que se veneran en los más célebres santuarios de España. Obra que consagra a la misma Virgen, Juan de Villafañé, Año 1726

Completando esta descripción, otro autor del siglo XVIII (1779) escribe:

«En el brazo izquierdo tiene sentado a su precioso Hijo en figura de un hermoso Niño, que con semblante risueño está mirando el rostro de su Augusta Madre: en la mano derecha tiene (el Niño) un pequeño globo (...) en cuya parte superior se dice tenía la Cruz Trinitaria».
Historia del santuario, y celebre imagen de Nuestra Señora de Texeda , Antonio Gaspar Vermejo

Todos los autores citados describen la misma imagen, aunque sin aludir directamente a la cronología, ni a su posible estilo u orden artístico, insinuando «que no es obra ejecutada por artífice humano, sino que procede de Dios», llegando a proponer si se trata de una imagen de las conocidas como «non manu factas».
Basándose en los datos expuestos, resulta imposible afirmar si la imagen descrita es la hallada por «Juan el Pastor» de que dice la tradición. Sin embargo, la vestimenta con la que se describe la efigie «La superficie del cuerpo es azul, sembrado de estrellas», corresponde a la normativa establecida en Concilio de Nicea II para las representaciones de imágenes de María. Habida cuenta de que el Concilio tuvo lugar en el siglo VIII (año 787), bien pudiera establecerse esta fecha terminus ante quem para establecer su cronología relativa.
Respecto a su factura, resulta difícil establecerla pues «la que conocemos no es totalmente original ya que ha sido objeto de dos importantes restauraciones»:
La primera, tras el incendio de la iglesia de San Bartolomé en Moya, durante el Septenario de 1927, los desperfectos de la imagen fueron reparados por el escultor Luis Marco Pérez (1896-1983), quien labró además otra imagen para el culto ordinario. La segunda, mediados los años noventa del siglo XX (1994), ya que durante la revoluición «padeció los avatares de dicha contienda, pues fue arrojada desde una de las ventanas (del monasterio) que dan al prado, rompiéndose en pedazos, que fueron recogidos por una devota mujer de Garaballa».- Durante el tiempo de la persecución religiosa, la vecina citada guardó los pedazos de la imagen, para devolverlos al Monasterio una vez terminada la Guerra Civil Española: hasta el momento de su restauración, «Estos fragmentos se han guardado en el interior de la peana de la actual escultura».
La segunda restauración fue obra del escultor valenciano Rafael Orellano Íñigo (1994), quien al estudiar la pieza estableció que se trataba de una imagen paleocristiana, de finales del siglo IV d. C.
Analizada la pieza por el Departamento de Restauración de la Universidad Politécnica de Valencia, concluyó que la piedra en la que está labrada la imagen procedía de las canteras de Novelda (Alicante), estableciendo su datación entre el siglo VI y el siglo VII. Sin embargo, fuentes del Arzobispado de Valencia (Jaime Sancho, delegado diocesano de Arte Sacro), basándose en «su expresión más humanizada» afirman que «la imagen es románica», datándola entre el siglo IX y siglo X.
Los estudios llevados a cabo hasta ahora establecen un segmento de datación amplio para esta imagen, entre el siglo IV (Orellano, 1994), y el siglo X (Sancho, 1995).

## Manifestaciones marianas: características
Del conjunto de manifestaciones marianas –«apariciones», «hallazgo» de imágenes y teofanías en general- puede extraerse un común denominador: personaje (humilde pastor o niño; menos frecuente un ricohombre, caballero o personaje de la nobleza) que presencia la aparición o encuentra la imagen y divulga el hecho entre sus convecinos, que lo interpretan como un hecho sobrenatural; acontecimiento o hallazgo fortuito e inesperado; el suceso suele ir acompañado de manifestaciones físicas (ruidos, sonidos extraños, resplandores...); la aparición -hallazgo de imagen- es de una Señora, que acaba reconociéndose como Nuestra Señora, superponible a la Virgen María; tras el hallazgo de la imagen, se traslada a la parroquial, pero la imagen siempre «retorna» al lugar del hallazgo, lo que se interpreta como deseo de la divinidad de que quiere se le erija allí un lugar de culto; institucionalización de la leyenda, erección de santuario y culto permanente.-

## Culto y tradición
- Oración a la Virgen de Tejeda cantada por Josefa Sierra Broch, "Tia Pepica" de Macastre.La celebración anual de la Virgen de Tejeda tiene lugar el 8 de septiembre, momento en que se realiza la tradicional «ofrenda floral» en la explanada del Monasterio de Tejeda en Garaballa.[13]

- La celebración septenal tiene lugar cada siete años –el LV Septenario tuvo lugar en 2018-: momento en que la imagen de la Virgen es traslada -sobre sus andas, a hombros de sus devotos-, desde su santuario en el Monasterio de Tejeda, en Garaballa hasta la villa de Moya (Cuenca), donde tiene lugar un novenario: la primera «subida» de la Virgen de Tejeda a Moya fue el 7 de junio de 1639 -siendo marqués de Moya don José Isidoro López Pacheco-, y se propuso como una rogativa, ante la gran sequía que asolaba las tierras de Marquesado.[14]-[15]

- El Septenario de la Virgen de Tejeda es Fiesta de Interés Turístico Regional de Castilla-La Mancha (España).
- Ocasionalmente, la imagen de la Virgen de Tejeda es llevada en peregrinación hasta los pueblos del Rincón de Ademuz –así sucedió del 21 al 27 de septiembre de 2003-,[16] comarca del poniente valenciano en la existe una enorme querencia por esta Virgen:

«El momento culminante de aquella particular peregrinación tuvo lugar en el templo arciprestal de Ademuz. Hubo misa concelebrada por monseñor Esteban Escudero Torres, obispo auxiliar de Valencia, revestido de pontifical, mitra y báculo, y una multitudinaria procesión. Al sacar la Virgen del templo, los porteadores la pasaron bajo el arco de ciprés que habían preparado en la plaza de la Iglesia, y después bailaron la imagen, levantando las varas de las andas con el brazo extendido. ¡Espectáculo emocionante y conmovedor hasta las lágrimas!»
La Virgen de Tejeda en el Rincón de Admuz: crónica y testimonio, Alfredo Sánchez Garzón

## Otras teofanías sobre árbol
Martínez García (2002) recoge otras manifestaciones de la Divinidad (epifanías marianas) sobre plantas -árboles o arbustos-: almezo, encina, espino, higuera, olivo:
- Virgen de Cortes, patrona de la ciudad de Alcaraz (Albacete). La Virgen con un Niño en brazos se «aparece» sobre una encina a un pastor de nombre Francisco Álvarez, en mayo de 1222.
- Virgen de Monteolivete, cuya imagen se venera en la iglesia de Monteolivete, barrio de la ciudad de Valencia, “aparecida” sobre un olivo en Tierra Santa.
- Virgen de Veruela, en Vera del Moncayo (Zaragoza). En este caso la Virgen «aparece» o se manifiesta sobre una encina a un personaje de la nobleza, el conde Pedro de Atarés (1083-1151), señor de Borja y pariente de Afonso I de Aragón, el Batallador.
- Virgen del Espino de la Vega, en Alcalá de la Selva (Teruel). La imagen fue enterrada al pie de un espino por unos vecinos del lugar ante el avance de los musulmanes. Dicha imagen se “manifestó” a unos pastores que apacentaban sus rebaños, en 1175 (Alfonso II de Aragón conquista esta zona a los musulmanes en los años previos, 1170-1171).
- Virgen del Espino, en Hoyos (Ávila), «aparecida» a una pastorcita en el año 1270, tras haber sido escondida en el 714, para evitar fuera profanada por los musulmanes en su avance por la Península.
- Virgen del Llidoner, también «Virgen del Castillo de Agres» o (Alicante). La imagen de la Virgen se aparece sobre un almezo o llidoner (Celtis australis) a un pastor manco en la localidad alicantina de Agres, en agosto de 1484.
- Virgen de Riánsares, en Tarancón (Cuenca). La imagen de esta Virgen se venera en una ermita próxima al río Riánsares. La imagen de la Virgen se «aparece» a un pastorcito sobre una higuera.
- Virgen de la Zarza, se celebra en Cañete, en Villamañán y otros lugares. La imagen de la Virgen se «aparece» a un pastorcito sobre una zarza.

La «aparición», el «hallazgo» o «manifestación» de la imagen de cualquiera de estas vírgenes suele estar relacionada con pastores, lo cual resulta razonable siendo que el hecho tiene lugar en el medio rural. Por lo demás, estos acontecimientos carece del menor apoyo documental, fundándose siempre en la tradición y la leyenda. A mediados del siglo XVIII (1750), fray Roque Alberto Faci escribe:

«... se ha de conjeturar la Aparición de María santísima en éste, ó en aquel pueblo, quando libre el Lugar de la opresión tirana de los Sarracenos, podía darla libremente culto; de manera, que habiendo sido las Sagradas imágenes escondidas, para que no fuesen profanadas, no hay mejor medio para colegir, poco más ó menos, el quándo aparecieron, que atender al tiempo en que los Lugares se conquistaron».
Del paisaje, alma del Rincón de Ademuz, Alfredo Sánchez Garzón